# Alexander Schimpf
Alexander Schimpf (* 28. August 1981 in Göttingen) ist ein deutscher Pianist.

## Leben
Schimpf absolvierte seine Studien bei Wolfgang Manz, Winfried Apel und Bernd Glemser an der Hochschule für Musik Würzburg und erhielt weitere Anregungen von Cécile Ousset und Janina Fialkowska.
Konzertauftritte führten ihn in zahlreiche deutsche Städte (u. a. Gasteig München, Konzerthaus Berlin, NDR Hannover, Beethovenhaus Bonn, Musik- und Kongresshalle Lübeck, Philharmonie Köln) sowie zu Festivals wie Oberstdorfer Musiksommer, Heidelberger Frühling und Ludwigsburger Schlossfestspiele. Es folgten Einladungen nach Frankreich (Auditorium du Louvre und Salle Cortot in Paris), Italien, Österreich, in die Schweiz, nach Polen, England, Russland, Spanien, in die USA sowie mehrfach nach Südamerika. Sein Debüt-Konzert in New Yorks Carnegie Hall fand im Dezember 2011 statt.
Die erste Solo-CD von Alexander Schimpf mit Klavierwerken von Mozart, Beethoven, Albéniz, Debussy und Sieber erschien 2010. Eine zweite CD mit Klavierwerken von Ravel, Skrjabin und Schubert erschien im Januar 2013, 2015 dann eine weitere CD mit Spätwerken von Brahms, Debussy und Beethoven. Als Kammermusiker arbeitete er mit dem Geiger Christian Tetzlaff, dem Bratscher Nils Mönkemeyer, dem Cellisten Julian Steckel, dem American String Quartet und dem Armida-Streichquartett zusammen.
Schimpf ist seit 2016 Professor für Klavier an der Hochschule für Musik, Theater und Medien Hannover. Vorher dozierte er bereits an seiner Alma Mater, wo er ab 2011 einen Lehrauftrag innehatte.
2020 folgte seine CD Mozart Piano Concertos Nos. 11–13 auf dem Label Deutsche Grammophon. Es handelt sich dabei um sein erstes Album als Solist mit Orchester. Konzertmeister war Gabriel Adorjan.

## Auszeichnungen
- 2008: Preis des Deutschen Musikwettbewerbs
- 2009: 1. Preis des Internationalen Beethoven-Wettbewerbes in Wien.[12]
- 2011: 1. Preis bei der Cleveland International Piano Competition (CIPC)[13] als erster deutscher Gewinner[14]
- 2013: Bayerischer Kunstförderpreis[15]

## Diskografie

### Alben
- 2010: Klavierwerke von Mozart, Beethoven, Albeniz, Debussy & Sieber (Genuin)
- 2013: Ravel: Le tombeau de Cuperin – Scriabin: 5 Preludes – Schubert: Piano Sonata No.21 (OehmsClassics)
- 2013: Mendelssohn, Schubert, Liszt & Ravel Orchestral Works (Live) (mit dem Lübeck Philharmonic Orchestra & Roman Brogli-Sacher, Musicaphon)
- 2015: Brahms, Debussy & Beethoven: Piano Works (OehmsClassics)
- 2020: Mozart Piano Concertos Nos. 11–13 (Deutsche Grammophon)